# Casa Senyorial de Jaunmuiža
La Casa Senyorial de Jaunmuiža és una casa senyorial a la històrica regió de Curlàndia, al municipi de Saldus a l'oest de Letònia.
Originàriament va ser construït a principis del segle xix. L'edifici allotja l'escola primària Jaunlutriņi.